# 정경아
정경아(鄭敬阿 JUNG KYUNG A, 1979년 7월 2일 ~ )는 대한민국의 전통음악 연주가이다. 전라북도 전주에서 1남3녀 중 첫째로 태어났다.
사회적 기업 들소리 소속의 월드비트 비나리의 공연팀으로 활동하고 있으며 2009년 2월 1일에 들소리에 입단해 현재까지 활동 중이다.

## 음악 활동
- 2012년 서울 종로 월드비트비나리전용관 상설공연
- 2012년 슬로베니아, 아부다비, 영국 해외공연
- 2011년 벨기에, 이탈리아, 브라질(브라질리아,상파울루, 쿠리찌바, 포르토알레그레), 아르헨티나, 우루과이, 코스타리카,일본, 국립극장 ,용극장 등 다수공연
- 2010년 러시아, 미국, 과테말라,파나마,베네수엘라, 남산국악당 ,국립극장 등 다수 공연